# Союз руссского народа (газета, Єлисаветград)
Інформаційний бюлетень «Союз руссского народа» — газета монархістів, яка почала виходити в Єлисаветграді на початку 1907 р.
Пізніше була перейменована на «Союз» (31 січня 1907 — 2 травня 1907 р.. Ідейними продовжувачами цих видань стали «Пробуждение» (21 жовтня — 25 листопада 1907 р.) та «Глас народа» (3 лютого — 3 липня 1908 р.